# Jan Haft

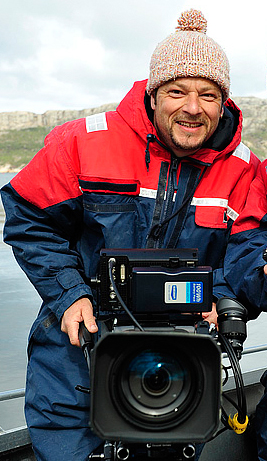

Jan Michael Haft (* 1967 tại München) là một nhà làm phim tài liệu của Đức, những bộ phim động vật và thiên nhiên của ông đã giành được nhiều giải thưởng.

## Tiểu sử
Ngay từ khi còn bé Jan Haft đã bị cuốn hút về thiên nhiên ở quê hương, vì vậy ước muốn của ông sau này sẽ làm việc liên quan đến thiên nhiên đã có từ nhỏ. Ông đã làm việc xã hội (thay vì đi lính) cho Liên đoàn bảo vệ chim ở Bayern (Landesbund für Vogelschutz in Bayern). Tại trường Đại học Kỹ thuật München và tại Đại học Würzburg, ông học về địa chất, cổ sinh vật học và sinh học. Vào đầu những năm 1990, ông bắt đầu như là một trợ lý cho các phim về động vật, ví dụ như đi du hành nhiều tháng để hỗ trợ Wieland Lippoldmüller hoặc Walter SIGL, và thâu thập được nhiều kinh nghiệm quan trọng.
Năm 1996, ông thành lập công ty sản xuất phim riêng, từ năm 2001 lấy tên nautilusfilm GmbH,để sản xuất phim tài liệu thiên nhiên, nhận được nhiều giải thưởng. Ngày nay, công ty của ông là một trong những hãng thành công nhất trong ngành phim thiên nhiên Đức. Jan Haft hiện sống ở thung lũng Isen thuộc Bayern, nơi nhiều người biết tới qua cuốn phim Mein Isental (Thung lũng Isen của tôi), được nhiều giải thưởng.
Các bộ phim của Jan Haft thường thường được đài truyền hình công cộng cùng sản xuất. Một biên tập viên 3sat phê bình về việc làm của ông: "Haft không nhất thiết phải tập trung vào các động vật hùng mạnh, to lớn, mà mang các con vật nhỏ vào ánh sáng điện ảnh giống như con bọ nai, chim bói cá sông hoặc dế." " TV NDR nhận thấy: "Người ta chưa bao giờ nhìn thấy những cánh rừng sống động, huyền bí như trong phim của Jan Haft. Nó là một nơi đầy phép lạ lớn và nhỏ, như Haft cho thấy trong phim tài liệu mới của mình Mythos Wald (Rừng huyền bí)."  Vào năm 2013 trong loạt phim thiên nhiên "Erlebnis Erde" (những trải nghiệm ở Trái Đất) trong bộ phim hai phần Wilder Rhein (Sông Rhein mang dại), Haft chiếu về các động vật ở dòng sông Rhein từ Biển Bắc vào đến dãy núi Alps. Sau 5 năm quay phim đến tháng 9 năm 2015, phim thiên nhiên Magie der Moore (Kỳ diệu của đầm lầy) với Axel Milberg là phát ngôn viên được chiếu ở rạp.